# Patellapis tinctula
Patellapis tinctula là một loài Hymenoptera trong họ Halictidae. Loài này được Cockerell mô tả khoa học năm 1937.